# Amstel Gold Race 1985
De 20ste editie van de Amstel Gold Race vond plaats op 27 april 1985. Het parcours, met start in Heerlen en finish in Meerssen, had een lengte van 242 kilometer. Aan de start stonden 146 renners, waarvan 25 de finish bereikten.

## Uitslag
| rang | renner             | land      | tijd       |
| ---- | ------------------ | --------- | ---------- |
| 1    | Gerrie Knetemann   | Nederland | 6u 27' 45" |
| 2    | Jef Lieckens       | België    | op 32"     |
| 3    | Johnny Broers      | Nederland | z.t.       |
| 4    | Patrick Versluys   | België    | op 59"     |
| 5    | Phil Anderson      | Australië | op 1' 22"  |
| 6    | Nico Verhoeven     | Nederland | z.t.       |
| 7    | Ludo Peeters       | België    | z.t.       |
| 8    | Claude Criquielion | België    | op 2' 46"  |
| 9    | Johan Lammerts     | Nederland | z.t.       |
| 10   | Marc Sergeant      | België    | op 4' 04"  |

1966 · 1967 · 1968 · 1969 · 1970 · 1971 · 1972 · 1973 · 1974 · 1975 · 1976 · 1977 · 1978 · 1979 · 1980 · 1981 · 1982 · 1983 · 1984 · 1985 · 1986 · 1987 · 1988 · 1989 · 1990 · 1991 · 1992 · 1993 · 1994 · 1995 · 1996 · 1997 · 1998 · 1999 · 2000 · 2001 · 2002 · 2003 · 2004 · 2005 · 2006 · 2007 · 2008 · 2009 · 2010 · 2011 · 2012 · 2013 · 2014 · 2015 · 2016 · 2017 · 2018 · 2019 · 2020 · 2021 · 2022 · 2023 · 2024

Lijst van beklimmingen